# Ảnh hưởng của đại dịch COVID-19 đối với truyền thông xã hội
Trong thời kỳ giãn cách xã hội và hạn chế tiếp xúc với những người khác, mạng xã hội trở thành một nơi quan trọng để tương tác. Các nền tảng truyền thông xã hội nhằm kết nối mọi người và giúp thế giới duy trì kết nối, phần lớn là tăng lượng sử dụng trong thời kỳ đại dịch. Vì nhiều người được yêu cầu ở nhà, họ đã chuyển sang sử dụng mạng xã hội để duy trì các mối quan hệ của mình và truy cập mạng giải trí để giết thời gian.
Đại dịch COVID-19 đã ảnh hưởng đến việc sử dụng phương tiện truyền thông xã hội của dân số thế giới nói chung, những người nổi tiếng, các nhà lãnh đạo thế giới và các chuyên gia. Các dịch vụ mạng xã hội đã được sử dụng để truyền bá thông tin, tìm kiếm sự hài hước và phân tâm khỏi đại dịch thông qua các meme trên Internet. Tuy nhiên, sự xa cách xã hội đã buộc nhiều người phải thay đổi lối sống, gây căng thẳng cho sức khỏe tâm thần. Nhiều dịch vụ tư vấn trực tuyến sử dụng phương tiện truyền thông xã hội đã được tạo ra và bắt đầu trở nên phổ biến, vì chúng có thể kết nối nhân viên sức khỏe tâm thần với những người cần họ một cách an toàn.
Ngoài việc là một mối đe dọa toàn cầu, COVID-19 còn được coi là một bệnh dịch thông tin. Việc truy cập trực tiếp vào nội dung thông qua các nền tảng như Twitter và YouTube khiến người dùng dễ tiếp cận với tin đồn và thông tin đáng ngờ. Thông tin này có thể ảnh hưởng mạnh mẽ đến các hành vi cá nhân, hạn chế sự gắn kết của nhóm và do đó làm giảm hiệu quả của các biện pháp đối phó với virus của chính phủ. Các nền tảng đã được các chính trị gia, phong trào chính trị và các tổ chức y tế cấp quốc gia và tiểu bang sử dụng bổ sung để chia sẻ thông tin nhanh chóng và tiếp cận được nhiều người.

## Tăng lượng sử dụng

### Dịch vụ nhắn tin và cuộc gọi video
Nhiều trang web truyền thông xã hội đã báo cáo thời lượng sử dụng tăng mạnh sau khi các biện pháp giãn cách xã hội được đưa ra. Vì nhiều người không thể kết nối trực tiếp với bạn bè và gia đình của họ, nên hiện nay, mạng xã hội đã trở thành hình thức giao tiếp chính để duy trì những kết nối quý giá này. Ví dụ: bộ phận phân tích của Facebook đã báo cáo mức tăng hơn 50% trong tổng số tin nhắn trong tháng cuối cùng của tháng 3 năm 2020. WhatsApp cũng đã báo cáo mức sử dụng tăng 40%. Hơn nữa, đã có sự gia tăng đáng kể trong việc sử dụng Zoom kể từ khi bắt đầu đại dịch. Lượt tải xuống toàn cầu của TikTok đã tăng 5% vào tháng 3 năm 2020 so với tháng 2. Một dịch vụ mới có tên QuarantineChat kết nối mọi người ngẫu nhiên đã có hơn 15.000 người dùng mỗi tháng sau khi ra mắt vào ngày 1 tháng 3 năm 2020.
Facebook, Twitter và YouTube đều tăng cường phụ thuộc vào các bộ lọc thư rác vì các nhân viên kiểm duyệt nội dung đã không thể làm hết việc.

### Dịch vụ tư vấn trực tuyến
Đặc biệt ở các quốc gia nơi virus bị ảnh hưởng nặng nề nhất, chẳng hạn như Trung Quốc, các dịch vụ chăm sóc sức khỏe tâm thần trực tuyến gia tăng nhu cầu. Điều này là do COVID-19 đã buộc phải thực hiện nhiều thay đổi khó khăn trong lối sống và theo cách không có kế hoạch, khiến con người không dễ dàng để điều chỉnh. Tại Trung Quốc, các nhân viên y tế đã sử dụng các chương trình truyền thông xã hội như WeChat, Weibo và TikTok để triển khai các chương trình giáo dục sức khỏe tâm thần trực tuyến. Tại Canada, chính quyền bang Alberta đã đưa ra kế hoạch ứng phó với sức khỏe tâm thần COVID-19 trị giá 53 triệu đô la, bao gồm việc tăng khả năng tiếp cận với các hỗ trợ qua điện thoại và trực tuyến với các đường dây trợ giúp hiện có. Tại tỉnh Ontario, chính phủ đã cấp kinh phí khẩn cấp lên đến 12 triệu đô la để mở rộng hỗ trợ sức khỏe tâm thần trực tuyến và ảo.

### Ảnh hưởng của COVID-19 đối với sức khỏe tâm thần
Có nhiều nghiên cứu tâm lý học chứng minh rằng kết nối với người khác phát triển cảm giác thân thuộc và tâm lý xã hội, giúp tăng cường sức khỏe tâm thần và giảm nguy cơ lo âu và trầm cảm. Tình trạng quá tải thông tin và việc sử dụng mạng xã hội liên tục đã được chứng minh là có mối tương quan tích cực với sự gia tăng trầm cảm và lo lắng. Tác động của việc tuân theo các biện pháp giãn cách xã hội có thể gây ra cảm giác cô đơn và cô lập ở mọi người, làm tăng cảm giác lo lắng và có thể rất choáng ngợp. "Nhiều người trưởng thành cũng đang báo cáo những tác động tiêu cực cụ thể đến sức khỏe tâm thần và sức khỏe của họ, chẳng hạn như khó ngủ (36%) hoặc khó ăn (32%), tăng uống rượu hoặc sử dụng chất kích thích (12%) và làm trầm trọng thêm tình trạng mãn tính (12%), do lo lắng và căng thẳng vì coronavirus." Mặc dù là một phần của đại dịch toàn cầu, việc giãn cách có thể gây căng thẳng và gây lo lắng cho bản thân và gia đình nhưng có nhiều cách bạn có thể hỗ trợ bản thân và gia đình mình.